# Dario (prefetto del pretorio)
Dario (in latino Darius; fl. 425-437) fu un uomo politico dell'Impero romano d'Oriente.

## Biografia
Dario ricoprì la carica di prefetto del pretorio d'Oriente. È attestato in carica tra il 28 agosto 436 al 16 marzo del 437.
Potrebbe essere stato in carica fino all'ottobre 437; in tal caso, era a Costantinopoli e ricevette una copia inedita del Codex Theodosianus.
Va identificato col prefetto del pretorio «Damarius», la cui moglie Eliana ebbe una visione nel 425, a Costantinopoli.